# Johan Balthasar Dericks
Johan Balthasar Dericks (Krefeld, 26 mei 1759 - Terborg, 26 december 1821) was een Nederlandse arts, politicus en notaris. Hij bekleede verschillende functies in de regionale en landelijke politiek en was actief betrokken bij de Bataafse onwenteling.

## Biografie
Johan Balthasar Dericks, RK gedoopt, verloor al jong zijn ouders. Hij werd opgevoed door zijn oom, de arts Dr. J.B. Gerrarts van der Horst te Druten. Hij studeerde medicijnen en notariaat aan de universiteiten van Duisburg en Keulen, vestigde zich in 1787 als arts in Dieren en later in Winterswijk.
Hij was actief betrokken bij de Bataafse omwenteling in 1795 in Winterswijk en als lid van de vergadering van provisionele representanten van het kwartier Zutphen. In 1796 vestigde hij zich als arts in Terborg. Van 1796 tot 1811 was hij tevens gemeentesecretaris in Terborg, van 1800-1801 lid van de Eerste Kamer van het Vertegenwoordigend Lichaam, en van 1805 tot 1809 secretaris van de Hervormde gemeente te Terborg. Van 1811 tot 1812 was hij griffier van het vredegerecht kanton Terborg en van 1812-1821 notaris te Terborg.
Dericks trouwde ca. 1786 met Maria Lucia Stüsgen. Zij kregen onder anderen de volgende kinderen:
1. Gerhardus Antonius Swiebertus Dericks, Dieren 27 maart 1787 – Terborg 13 april 1834, notaris te Varsseveld 1816-1834 en burgemeester van Wisch 1825-1834.
2. Carel Bernhard Dericks, RK, Winterswijk 17 maart 1793 - Druten 14 januari 1847, Ontvanger der Registratie en Statenlid, trouwt Druten 23 mei 1822 Cornelia Schouten[2], dochter van  Alardus Schouten[3], o.a. vrederechter te Druten. Hun zoon Allard Carel Jacob Dericks[4] was medeoprichter en firmant van de Dericks & Geldens NV, Vereenigde Ceramiek, Steen- en Pannenfabrieken[5] te Druten.
3. Balthasar Gerrit Dericks, RK, Winterswijk 25 mei 1795 – Winterswijk 8 augustus 1869, notaris in Winterswijk 1820-1862, trouwt aldaar op 10 september 1823 Johanna Margaretha Grootemeijer.

Johan Balthasar Dericks overleed op 26 december 1821, op 62-jarige leeftijd, in Terborg. Zijn vrouw was hem al in 1815 voorgegaan, op 57-jarige leeftijd.